# Гавриленко Іван Михайлович
Іва́н Миха́йлович Гавриле́нко (нар. 14 лютого 1990 — пом. 22 квітня 2022) — молодший сержант Збройних сил України, ветеран російсько-української війни.

## Життєпис
Народився 14 лютого 1990 року. Навчався в школі № 2 міста Верхньодніпровськ. З 2008 року служив в елітних військах морської піхоти в Автономній Республіці Крим. Був розвідником 1-го розвідувального відділення розвідувального взводу у 1-му окремому батальйоні морської піхоти.
Брав участь у спротиві окупації Криму в 2013—2014 роках. Під час спроби анексії півострова залишився вірним присязі та народу України і у 2014 році підписав контракт у Миколаєві, куди передислокувалася 1-й окремий Феодосійський батальйон морської піхоти, де Гавриленко обіймав посаду заступника командира взводу. Брав безпосередню участь в АТО та ООС.
У перші дні повномасштабного вторгнення Росії в Україну повернувся з-за кордону. У березні 2022 року брав участь в обороні Київщини (Ірпінь, Буча) у складі 10-го загону Головного управління розвідки Міністерства оборони України, брав участь в засадних, диверсійних діях у тилу ворога та повітряних операціях до окупованого Маріуполя.
Під час повної блокади Маріуполя Гавриленко у складі екіпажу гелікоптерів Мі-24 та Мі-8 неодноразово здійснював безпрецедентні та вкрай небезпечні вильоти до Маріупольського гарнізону, оточеного ворогом заводу «Азовсталь». Здійснював перші успішні евакуації і авіапрориви з підкріпленням, медикаментами, засобами зв'язку та озброєнням з оточення. 
Під час свого останнього бойового вильоту в ніч проти 5 квітня 2022 року бойовий вертоліт Мі-8, на якому перебував Гавриленко, підбили російські окупанти. Намагаючись пробратися до українських сил, підірвався на розтяжці та потрапив у полон. Декілька тижнів перебував у дуже важкому стані, зазнавши комбінованих травм обох ніг, перелому правої гомілки та опіків 60 % тіла. Лікувався у військовому шпиталі в окупованому Мелітополі, проте не отримавши належної медичної допомоги, помер у полоні 22 квітня. 
Прощання та панахида за Іваном Гавриленком відбулися 28 травня в центрі міста Верхньодніпровськ Кам'янського району Дніпропетровської області. Похований на Алеї Слави центрального кладовища міста Верхньодніпровськ. 

## Нагороди
- Пам'ятний знак «За воїнську доблесть» (10 квітня 2014);
- Орден «За мужність» III ступеня (4 грудня 2015);
- Нагрудний знак «Учасник АТО»;
- Відзнака Президента України «За участь в антитерористичній операції» (17 лютого 2016);
- Медаль «Захиснику Вітчизни» (23 липня 2016);
- Почесний нагрудний знак «За взірцевість у військовій службі» III ступеня (наказ начальника Генерального штабу Головнокомандувача Збройних сил України від 27 жовтня 2017 року № 500);
- Орден «За мужність» II ступеня (посмертно, 24 серпня 2023).

## Увічнення пам'яті
- У ліцеї № 2 міста Верхньодніпровськ, де навчався Іван Гавриленко, встановлено меморіальну дошку на його честь[3].